# Glochidion gimi
Glochidion gimi là một loài thực vật có hoa trong họ Diệp hạ châu. Loài này được (K.Schum.) Pax & K.Hoffm. mô tả khoa học đầu tiên năm 1931.